# 雷恩東澳鰻
雷恩東澳鰻又稱寬鰭鰻鱺，俗稱土龍。

## 體態

### 體型
雷恩東澳鰻體型十分巨大，一般成年雷恩東澳鰻的體長就可達40至100公分，目前體型最大的雷恩東澳鰻體長可達200公分，重18公斤，足足比鱸鰻（Anguilla marmorata）的160公分大了40公分，更是比日本鰻鱺（Anguilla japonica）的140公分大了60公分。

### 特徵
雷恩東澳鰻身體短胖，外觀與鱸鰻極為相似，跟鱸鰻相同，雷恩東澳鰻也有淡色班雲，但雷恩東澳鰻的體色偏綠或偏藍紫色，與鱸鰻最大不同的特徵為背鰭的起點，雷恩東澳鰻的背鰭是從背部中間後原點為起點，而非鱸鰻的腮裂至肛門中間的前緣。

## 分布
雷恩東澳鰻顧名思義就是生活於澳洲東部的鰻魚，但因為業者將其誤認為鱸鰻，把雷恩東澳鰻大量引進臺灣，目前這種鰻也僅分布於這兩個地區而已。